# Topoľčany
Topoľčany (in ungherese Nagytapolcsány, in tedesco Göllnitz) è una città della Slovacchia, capoluogo del distretto omonimo, nella regione di Nitra.
Ha dato i natali all'astronomo Ľubor Kresák.

## Amministrazione

### Gemellaggi
- Prilep
- Jászberény
- Rybnik
- Artern
- Einbeck
- Mazingarbe
- Hlohovec
- Levice
- Luhačovice